# Challenger de San Luis Potosí 2013
El torneo San Luis Potosí Challenger 2013 es un torneo profesional de tenis. Pertenece al ATP Challenger Series 2013. Se disputará su 20.ª edición sobre tierra batida, en San Luis Potosí, México entre el 25 y el 31 de marzo de 2013.

## Jugadores participantes del cuadro de individuales

### Cabezas de serie
| País                  | Jugador                     | Rank1 | Favorito |
| Bandera de Australia  | John Millman                | 130   | 1        |
| Bandera de Francia    | Jonathan Dasnières de Veigy | 147   | 2        |
| Bandera de Argentina  | Diego Schwartzman           | 149   | 3        |
| Bandera de Suiza      | Marco Chiudinelli           | 151   | 4        |
| Bandera de Túnez      | Malek Jaziri                | 163   | 5        |
| Bandera de Alemania   | Peter Gojowczyk             | 170   | 6        |
| Bandera de Eslovaquia | Andrej Martin               | 173   | 7        |
| Bandera de Argentina  | Agustín Velotti             | 182   | 8        |
| --------------------- | --------------------------- | ----- | -------- |

- 1 Se ha tomado en cuenta el ranking del día 18 de marzo de 2013.

### Otros participantes
Los siguientes jugadores recibieron una invitación (wild card), por lo tanto ingresan directamente al cuadro principal:
- Daniel Garza
- Nicolás Massú
- Manuel Sánchez
- Miguel Gallardo Valles

El siguiente jugador ingresa al cuadro principal como jugador alternativo:
- Adrián Menéndez

Los siguientes jugadores ingresan al cuadro principal tras disputar el cuadro clasificatorio:
- Marcelo Arévalo
- Alessio di Mauro
- Christopher Díaz Figueroa
- Ruben Gonzales

## Jugadores participantes en el cuadro de dobles

### Cabezas de serie
| País                    | Jugador           | País                    | Jugador         | Rank1 | Favorito |
| Bandera de la India     | Purav Raja        | Bandera de la India     | Divij Sharan    | 246   | 1        |
| Bandera de China Taipéi | Lee Hsin-han      | Bandera de China Taipéi | Peng Hsien-yin  | 258   | 2        |
| Bandera de Brasil       | Marcelo Demoliner | Bandera de Croacia      | Franco Škugor   | 276   | 3        |
| Bandera de Croacia      | Marin Draganja    | Bandera de España       | Adrián Menéndez | 307   | 4        |
| ----------------------- | ----------------- | ----------------------- | --------------- | ----- | -------- |

- 1 Se ha tomado en cuenta el ranking del día 18 de marzo de 2013.

### Otros participantes
Los siguientes jugadores recibieron una invitación (wild card), por lo tanto ingresan directamente al cuadro principal:
- Miguel Gallardo Valles /  Nicolás Massú
- Daniel Garza /  Miguel Ángel Reyes Varela
- Riccardo Ghedin /  Manuel Sánchez Montemayor

## Campeones

### Individual Masculino
- Alessio di Mauro  derrotó en la final a  Daniel Kosakowski por 4–6, 6–3, 6–2

### Dobles Masculino
- Marin Draganja  /  Adrián Menéndez  derrotaron en la final a  Marco Chiudinelli  /  Peter Gojowczyk por 6–4, 6–3

- Datos: Q8259847